# Bernardo Gómez de Lara
Bernardo Gómez de Lara (1750 - 1811) apodado el "Huacal" y originario de Tula (Tamaulipas), fue uno de los guerrilleros más notables en el norte del México en los inicios de la guerra de Independencia. Junto con Mateo Acuña, Lucas Zúñiga, y Martín Gómez de Lara, encabezó el levantamiento armado en Tula en diciembre de 1810. Tras la derrota en la batalla del 21 de mayo de 1811, reunió un grupo de rebeldes y continuó la lucha armada en la región.
El 11 de junio de 1811, al frente de un grupo de trescientos hombres, ocupó Matehuala durante varios días y aumentó su ejército con 700 hombres. El 21 de junio fue derrotado por las fuerzas conjuntas de don Antonio Elosúa y del cura José María Semper, con un saldo de 200 muertos, 16 heridos y 169 prisioneros. A pesar de que la derrota fue completa, el "Huacal" logró escapar y partió a la región del Bajío.
Se integró al movimiento rebelde del padre Pedroza, Tomás Baltierra, Landaverde, Guadiana, Botello y otros cabecillas. Tomó parte en combates contra los realistas en Celaya, San Miguel y en cerro de la Cruz. El 9 de noviembre, Bernardo Gómez de Lara, Cleto Camacho, Tovar y González fueron derrotados por Francisco Guizarnótegui en La Cabada, donde sufrieron más de 300 bajas. 
Días después, el 17 de noviembre, al mando de 40 hombres entró en San Miguel el Grande con el propósito de reunir gente, armas y recursos. Aunque se apoderó de la localidad, fue capturado más tarde por gente armada de la localidad encabezados por el capitán Miguel María Malo. Bernardo Gómez de Lara fue fusilado la noche del 18 de noviembre de 1811. 